# Rafael de Andrade Bittencourt
Rafael de Andrade Bittencourt Pinheiro (São Paulo, Brasil, 3 de marzo de 1982), conocido simplemente como Rafael o Rafael Pinheiro, es un exfutbolista brasileño. Jugaba de portero. Él además posee pasaporte italiano.

## Trayectoria

### Inicios
Jugó en las inferiores de Nacional A. C., S. C. Corinthians y C. A. Juventus. Dejó Brasil en 2007 luego de jugar el Campeonato Paulista con el Esporte Clube São Bento. Pasó además por el Santos F. C., donde entrenó junto a Júlio Sérgio y Fábio Costa.

### Italia
Llegó al Hellas Verona F. C. en 2007, pero jugó un rol crucial en la temporada 2010-11 de la Lega Pro Prima Divisione, cuando ganaron los playoffs y el equipo regresó a la Serie B luego de cuatro años. Dos temporadas después alcanzaron el segundo lugar de la tabla y el equipo regresó a la Serie A, temporada en la que encajó 29 goles en 40 encuentros.
Fue confirmado como primer arquero en el equipo en su regreso a la Serie A en la temporada 2013-14, a pesar de la contratación del internacional por Bulgaria, Nikolái Mihaylov. Jugó 37 de los 38 encuentros de la liga.
Fue vendido al Cagliari Calcio en 2016, en un intercambio por Marco Fossati. Esa misma semana el club sardo envió a préstamo al portero Simone Colombi.
En septiembre de 2020 firmó por un año con el Spezia Calcio.

## Estadísticas
Actualizado al último partido disputado el 23 de mayo de 2021.
| Santos F. C. · Brasil                                                                        | 1.ª           | 2001          | 1   | 0 | -  | - | 1  | 0 | 2   | 0 |
| Santos F. C. · Brasil                                                                        | 1.ª           | 2002          | 5   | 0 | -  | - | -  | - | 5   | 0 |
| Santos F. C. · Brasil                                                                        | 1.ª           | 2003          | 0   | 0 | 0  | 0 | 3  | 0 | 3   | 0 |
| Santos F. C. · Brasil                                                                        | Total club    | Total club    | 6   | 0 | 0  | 0 | 4  | 0 | 10  | 0 |
| Hellas Verona · Italia                                                                       | 3.ª           | 2007-08       | 34  | 0 | 1  | 0 | 2  | 0 | 37  | 0 |
| Hellas Verona · Italia                                                                       | 3.ª           | 2008-09       | 34  | 0 | 2  | 0 | -  | - | 36  | 0 |
| Hellas Verona · Italia                                                                       | 3.ª           | 2009-10       | 31  | 0 | 4  | 0 | 4  | 0 | 39  | 0 |
| Hellas Verona · Italia                                                                       | 3.ª           | 2010-11       | 34  | 0 | 2  | 0 | 4  | 0 | 40  | 0 |
| Hellas Verona · Italia                                                                       | 2.ª           | 2011-12       | 40  | 0 | 3  | 0 | 2  | 0 | 45  | 0 |
| Hellas Verona · Italia                                                                       | 2.ª           | 2012-13       | 40  | 0 | 4  | 0 | -  | - | 44  | 0 |
| Hellas Verona · Italia                                                                       | 1.ª           | 2013-14       | 37  | 0 | 1  | 0 | -  | - | 38  | 0 |
| Hellas Verona · Italia                                                                       | 1.ª           | 2014-15       | 20  | 0 | 2  | 0 | -  | - | 22  | 0 |
| Hellas Verona · Italia                                                                       | 1.ª           | 2015-16       | 12  | 0 | 1  | 0 | -  | - | 13  | 0 |
| Hellas Verona · Italia                                                                       | Total club    | Total club    | 282 | 0 | 20 | 0 | 12 | 0 | 314 | 0 |
| Cagliari Calcio · Italia                                                                     | 2.ª           | 2015-16       | 1   | 0 | 0  | 0 | -  | - | 1   | 0 |
| Cagliari Calcio · Italia                                                                     | 1.ª           | 2016-17       | 21  | 0 | 1  | 0 | -  | - | 22  | 0 |
| Cagliari Calcio · Italia                                                                     | 1.ª           | 2017-18       | 10  | 0 | 0  | 0 | -  | - | 10  | 0 |
| Cagliari Calcio · Italia                                                                     | 1.ª           | 2018-19       | 0   | 0 | 1  | 0 | -  | - | 1   | 0 |
| Cagliari Calcio · Italia                                                                     | 1.ª           | 2019-20       | 6   | 0 | 1  | 0 | -  | - | 7   | 0 |
| Cagliari Calcio · Italia                                                                     | Total club    | Total club    | 38  | 0 | 3  | 0 | 0  | 0 | 41  | 0 |
| Spezia Calcio · Italia                                                                       | 1.ª           | 2020-21       | 3   | 0 | 0  | 0 | —  | — | 3   | 0 |
| Spezia Calcio · Italia                                                                       | Total club    | Total club    | 3   | 0 | 0  | 0 | 0  | 0 | 3   | 0 |
| Total carrera                                                                                | Total carrera | Total carrera | 329 | 0 | 23 | 0 | 16 | 0 | 368 | 0 |
| (1) Incluye datos de la Copa de Italia (2) Incluye datos de los playoffs de ascenso/descenso |               |               |     |   |    |   |    |   |     |   |

## Palmarés

#### Campeonatos nacionales
| Título  | Equipo       | País   | Año  |
| ------- | ------------ | ------ | ---- |
| Serie A | Santos F. C. | Brasil | 2002 |